# مسجد هاشم‌آباد
مسجد هاشم‌آباد مربوط به دوره قاجار است و در شهرستان خاتم، بخش مرکزی، دهستان فتح‌آباد، روستای هاشم‌آباد واقع شده و این اثر در تاریخ ۷ اسفند ۱۳۸۶ با شمارهٔ ثبت ۲۱۷۰۲ به‌عنوان یکی از آثار ملی ایران به ثبت رسیده است.